# Pallacanestro al XVI Festival olimpico estivo della gioventù europea
Le competizioni di pallacanestro al XVI Festival olimpico estivo della gioventù europea si sono svolte dal 25 al 30 luglio 2022 a Banská Bystrica, in Slovacchia

## Podi

### Ragazzi
| Evento                     | Oro     | Argento  | Bronzo   |
| Torneo maschile (dettagli) | Francia | Lituania | Germania |

### Ragazze
| Evento                      | Oro     | Argento | Bronzo   |
| Torneo femminile (dettagli) | Francia | Spagna  | Ungheria |